# Herve
Herve (wa. Heve, Héf; lim. Herf) – miasto we wschodniej Belgii, w Regionie Walońskim, w prowincji Liège, w okręgu Verviers. 1 stycznia 2024 roku liczyło 17 850 mieszkańców.

## Podział administracyjny
W skład miasta wchodzi siedem dzielnic (section):
- Battice
- Bolland
- Chaineux
- Charneux
- Grand-Rechain (Groß-Richheim)
- Julémont
- Xhendelesse

## Współpraca
Miejscowość partnerska:
- Miechów, Polska